# Hainmühlen (Geestland)
Hainmühlen (niederdeutsch Hainmöhlen) ist ein Ortsteil der Ortschaft Ringstedt, die wiederum zur Stadt Geestland im niedersächsischen Landkreis Cuxhaven gehört.

## Geografie

### Ortsgliederung
- Hainmühlen (Kernort)
- Wüstewohlde

### Nachbarorte
|           | Lintig                                      | Lintig – Ortsteil Meckelstedt |
|           | Kompassrose, die auf Nachbargemeinden zeigt |                               |
| Ringstedt |                                             | Lintig – Ortsteil Großenhain  |

(Quelle:)

## Geschichte

### Eingemeindungen
Im Zuge der Gebietsreform in Niedersachsen, die am 1. März 1974 stattfand, wurde die zuvor selbständige Gemeinde Hainmühlen in die Nachbargemeinde Ringstedt eingegliedert. Ringstedt gehörte seit 1971, nach einer Gebietsreform, zur Samtgemeinde Bederkesa.
Am 1. Januar 2015 entstand aus einer Fusion von der Stadt Langen und der Samtgemeinde Bederkesa, die Stadt und selbständige Gemeinde Geestland. Sie ist nach der Stadt Cuxhaven die Gemeinde mit der zweithöchsten Einwohnerzahl im Landkreis Cuxhaven. Auf der Liste der flächengrößten Gemeinden Deutschlands steht Geestland mit 356,58 km² auf dem zehnten Platz.

### Einwohnerentwicklung
| Jahr      | 1885  | 1910  | 1933  | 1939  | 1950  | 1956  | 1961  | 1970  | 1973  |
| --------- | ----- | ----- | ----- | ----- | ----- | ----- | ----- | ----- | ----- |
| Einwohner | 130   | 120   | 116   | 108   | 218   | 202   | 195   | 153   | 143   |
| Quelle    | [ 5 ] | [ 6 ] | [ 5 ] | [ 5 ] | [ 7 ] | [ 7 ] | [ 8 ] | [ 8 ] | [ 1 ] |

|  |

## Politik

### Ortsrat und Ortsbürgermeister
Hainmühlen wird auf kommunaler Ebene vom Ortsrat der Ortschaft Ringstedt vertreten.

### Wappen
Der Entwurf des Kommunalwappens von Hainmühlen stammt von dem Heraldiker und Wappenmaler Albert de Badrihaye, der zahlreiche Wappen im Landkreis Cuxhaven erschaffen hat.
| Wappen von Hainmühlen | Blasonierung: „Gespalten, vorn in Silber ein halbes rotes Mühlrad am Spalt, hinten in Rot eine halbe silberne Standfußschale der jüngeren Steinzeit am Spalt.“                                                      |
| Wappen von Hainmühlen | Wappenbegründung: Das Mühlrad erinnert an die bereits im Jahre 1419 urkundlich erwähnte Wassermühle, nach der das Dorf benannt ist. Eine Standfußschale der jüngeren Steinzeit ist in der Gemeinde gefunden worden. |

## Kultur und Sehenswürdigkeiten

### Bauwerke
- Wassermühle Hainmühlen von 1829, heute eine Museumsmühle[10]
- Großsteingräber bei Hainmühlen (wurden im 19. oder frühen 20. Jahrhundert zerstört)

### Naturdenkmale
- Eine Kastanie (Verordnungsdatum 2. Oktober 1995)